# 雙工
雙工（duplex）， 指二台通訊設備之間，允許有雙向的資料傳輸，可细分为半双工和全双工。

## 半雙工

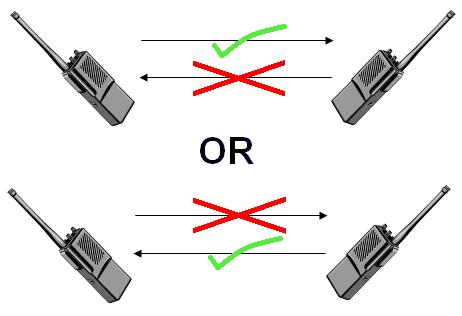
一個簡單的对讲机半雙工通信的圖解

半雙工（half-duplex）的系統允許二台設備之間的雙向資料傳輸，但不能同時進行。因此同一時間只允許一設備傳送資料，若另一設備要傳送資料，需等原來傳送資料的設備傳送完成後再處理。
半雙工的系統可以比喻作单线铁路。若鐵道上無列車行駛時，任一方向的車都可以通過。但若路軌上有車，相反方向的列車需等該列車通過道路後才能通過。
無線對講機就是使用半雙工系統。由於對講機傳送及接收使用相同的頻率，不允許同時進行。因此一方講完後，需設法告知另一方講話結束（例如講完後加上"OVER"），另一方才知道可以開始講話。

## 全雙工

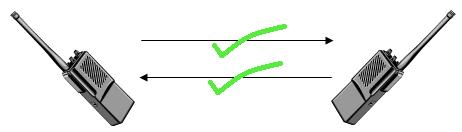
一個簡單的全雙工通信的圖解，因爲成本問題和通用技术上的的複雜性，全雙工在對講機中的使用並不常見，而是普遍用於固定電話和移动电话等通讯方式中。

全雙工（full-duplex）的系統允許二台設備間同時進行雙向資料傳輸。全雙工的系統可以用复线铁路类比。兩個方向的車輛因使用不同的轨道，因此不會互相影響。
一般的電話、手機就是全雙工的系統，因為在講話時同時也可以聽到對方的聲音。

## 全雙工系統的模擬
當一個設備連接到網路上，需要利用通道存取使傳送的資料及接收的資料共用同一物理介質。此時使用的通道存取方法就稱為雙工（duplexing）方法，如以下的兩種：

### 時分雙工
時分雙工（英文縮寫為TDD，Time-Division Duplexing），是利用時間分隔多工技術來分隔傳送及接收的信號。
它利用一個半雙工的傳輸來模擬全雙工的傳輸過程。時分雙工在非對稱網路（上傳及下載頻寬不平衡的網路）有明顯的優點，它可以根據上傳及下載的資料量，動態的調整對應的頻寬，如果上傳資料量大時，就會提高上傳的頻寬，若資料量減少時再將頻寬降低。
時分雙工的另一個好處是在緩慢移動的系統中，上傳及下載的無線電路徑大致相同，因此類似波束成形的技術可以運用在時分雙工的系統中。
以下是一些時分雙工系統的例子：
- UMTS/WCDMA TDD 模式（室內使用）
- TD-SCDMA和TD-LTE移动网络空中接口。
- 數位增強無線電話系統（DECT）
- IEEE 802.16 WiMAX
- 使用載波偵聽多路訪問技術的半雙工封包網路，例如乙太網路或使用集線器的乙太網路、無線區域網路及藍芽等，雖然不像TDMA使用固定的框架寬度，不過均可視為時分雙工的系統。
- 通用串行总线（USB）
- 铱卫星
- 短波通信（英语：PACTOR）

### 頻分雙工
頻分雙工（英文縮寫為FDD，Frequency-Division Duplexing），是利用頻率分隔多工技術來分隔傳送及接收的信號。上傳及下載的區段之間用「頻率偏移」（frequency offset）的方式分隔。若上傳及下載的資料量相近時，頻分雙工比時分雙工更有效率。
在這個情形下，時分雙工會在切換傳送接收時，浪費一些時間進而沒有利用此時的頻寬，且延遲時間較長，線路較複雜且耗電。
頻分雙工的另一個好處是在無線電收發規劃上較簡單且較有效率，因為基地台(base stations)傳送及接收使用不同的頻帶(基地台之間不會"聽到"到彼此發出的信號)，因此正常情況下基地台之間彼此也較不會互相影響。
在時分雙工系統中，需在鄰近的基地台(base station)中增加保護時段（guard times），但這會使頻譜效率下降。否則就要有同步機制，使不同基地台的傳送與接收同步。同步機制會增加系統的複雜度及成本，而且因為所有的設備及時間區塊都要同步，也降低了頻寬使用的靈活性。
以下是一些頻分雙工系統的例子：
- 非對稱數位用戶線路及超高速數位用戶迴路
- 大部份的手機系統，包括UMTS/WCDMA FDD 模式
- FDD-LTE移动网络空中接口。